# Берберський календар

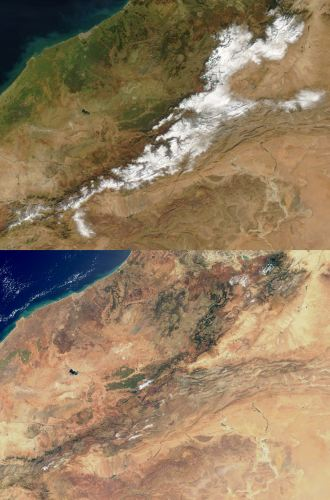
Пори року в Північній Африці: Атлаські гори в січні та квітні

Берберський календар (бербер. ⵜⴰⵙⵡⴰⵙⵜ ⵜⴰⵎⴰⵣⵉⵖⵜ, трансліт. taswast tamaziɣt) — сільськогосподарський календар, традиційно використовуваний берберами. Він також відомий як сільський (араб. ﻓﻼّﺣﻲ, трансліт. fellaḥi) календар. Календар використовується для регламентації сезонних сільськогосподарських робіт.
Ісламський календар, місячний календар, не підходить для сільського господарства, оскільки він не стосується сезонних циклів. В інших частинах ісламського світу до введення григоріанського календаря використовували іранські сонячні календарі, коптський календар, календар Румі або інші календарі, засновані на юліанському календарі. 
Нинішній берберський календар є спадщиною римської провінції Mauretania Caesariensis і римської провінції Африка, оскільки це збережена форма юліанського календаря. Останній календар використовувався в Європі до прийняття григоріанського календаря, а назви місяців походять від латинської мови. Населення берберів раніше використовувало різні місцеві календарі, такі як корінні гуанчі з Канарських островів. Однак про ці стародавні календарні системи відомо відносно мало.

## Чинний юліанський календар
Сільськогосподарський берберський календар, який досі використовується, майже напевно походить від юліанського календаря, запровадженого в римській провінції Африка під час римського панування. Назви місяців цього календаря походять від відповідних латинських назв і слідів римських календарних номіналів Календ, Нонів та Ідів існують: Ель Кабісі, ісламський юрисконсульт Кайруана, який жив в 11 столітті, засуджував звичай святкування «язичницьких» фестивалів і назвав серед традиційних звичаїв Північної Африки святкування січневих каланд («календ»). Тривалість року й окремих місяців така ж, як і в юліанському календарі: три роки по 365 днів, за ними високосний рік із 366 без винятків і 30- і 31-денні місяці, за винятком другого, який має 28 днів. Єдина невелика розбіжність полягає в тому, що додатковий день у високосні роки зазвичай додається не в кінці лютого, а в кінці року. Це означає, що початок року (перший день єнаєр) відповідає 14-му дню січня за григоріанським календарем, що збігається зі зміщенням, накопиченим протягом століть між астрономічними датами та юліанським календарем.

### Місяці
Існують стандартні форми назв амазигського (берберського) календаря. У таблиці нижче також подано форми, що використовуються в Марокко, Алжирі, Лівії та Тунісі.
| місяць   | Ріффійська (північне Марокко) | Шилха (південь Марокко) | Шавія (Алжир) | Кабільська (Алжир) | Мзаб (Алжир) | Марокканська арабська | Туніська арабська | Лівійська арабська |
| -------- | ----------------------------- | ----------------------- | ------------- | ------------------ | ------------ | --------------------- | ----------------- | ------------------ |
| Січень   | Yennayer                      | innayr                  | yennar        | (ye)nnayer         | yennar       | yennayer              | yenna(ye)r        | yannayer           |
| Лютий    | Yebrayer                      | brayr                   | furar         | furar              | furar        | febrayer              | fura(ye)r         | febrayer           |
| Березень | Mares                         | marṣ                    | meɣres        | meghres            | maraṣ        | mars                  | marsu             | mars               |
| Квітень  | Yebrir                        | ibrir                   | brir          | (ye)brir           | yebrir       | abril                 | abril             | ibril              |
| Травень  | May                           | mayyu(h)                | mayu          | maggu              | mayu         | mayu                  | mayu              | mayu               |
| Червень  | Yunyu                         | yunyu(h)                | yunyu         | yunyu              | yunyu        | yunyu                 | yunyu             | yunyu              |
| Липень   | Yulyuz                        | yulyuz                  | yulyu         | yulyu(z)           | yulyuz       | yulyuz                | yulyu             | yulyu              |
| Серпень  | Ɣuct                          | ghusht                  | ɣuct          | ghusht             | ɣucet        | ghucht                | awussu            | aghustus           |
| Вересень | Cutembir (c=sh)               | shutambir               | ctember       | shtember           | ctember      | choutanbir            | shtamber          | september          |
| Жовтень  | Ktuber                        | kṭubr                   | tuber         | (k)tuber           | tuber        | uktuber               | uktuber           | uktuber            |
| Листопад | Nwambir                       | nuwambir                | numbir        | nu(ne)mber         | unembir      | nuwanbir              | nufember          | nuvamber           |
| Грудень  | Dujembir                      | dujambir                | dujámber      | bu- (du-)jember    | uğembir      | dujanbir              | dejember          | december           |

## Пори року та фестивалі
Окрім поділу за місяцями, у традиційному сільськогосподарському календарі існують інші розділи за «порами року» або «сильними періодами», що характеризуються окремими фестивалями та святами.
Не всі чотири пори року зберегли берберське найменування: слова, що позначають весну та осінь, використовуються майже всюди, рідше — зиму, а серед північних берберів берберська назва осені збереглася лише в Джебель-Нафуса (Лівія).
- Весняний тафсут (ар. er-rbiʿ) — починається 15 фурара (28 лютого)
- Літній анебду (ар. es-sif) — починається 17 травня (30 травня)
- Осінній амвал / aməwan[4] ((ар. le-xrif) — починається 17 гушт (30 серпня)
- Зимовий тагрест (ар. esh-shita') — починається 16 числа (29 листопада)

Цікавим елементом є існуюча опозиція між двома 40-денними термінами, один із яких представляє нібито найхолоднішу частину зими («Ночі», llyali), а інший — найспекотніший період літа («Собачі дні», ssmaym, awussu).

### Ллялі

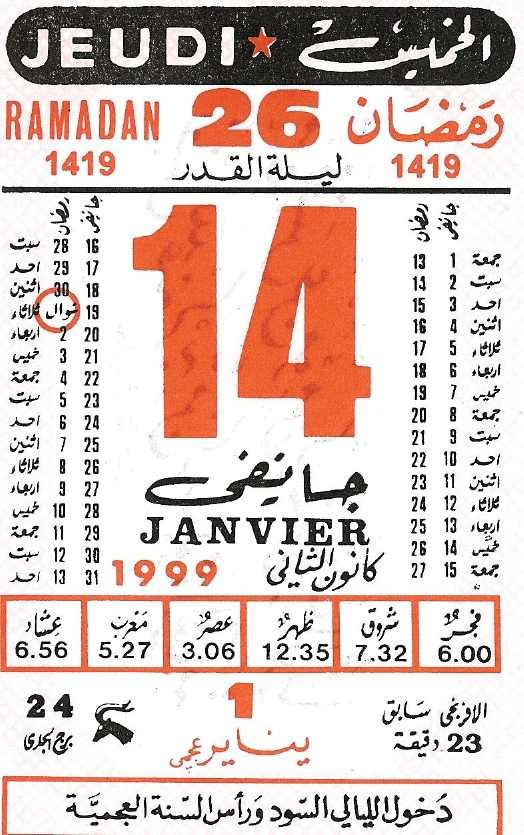
Сторінка з туніського календаря, що показує відповідність 1 Yennayer ʿajmi (червоним унизу) 14 січня григоріанського календаря. Напис у нижній частині вказує на те, що зараз Новий рік ʿajmi і що починаються al-lyali al-sud («чорні ночі»).

Найхолодніший період складається з 20 «білих ночей» (берберська: iḍan imellalen, арабська: al-lyali al-biḍ), з 12 по 31 дужамбер (дати за Григоріанським календарем: 25 грудня — 13 січня) і 20 «чорних ночей». (Берберська: iḍan tiberkanin/isṭṭafen, араб . al-lyali al-sud), починаючи з першого дня yennayer, що відповідає григоріанському 14 січня.

### Єнаєр
У різних частинах Північної Африки перший день року святкують по-різному. Широко поширеною традицією є страва з певних продуктів, які відрізняються від регіону до регіону (наприклад, кускус із семи овочів). У деяких регіонах він знаменується принесенням в жертву тварини (найчастіше курки). У січні 2018 року Алжир оголосив Єнаєр національним святом — знаковою політикою, враховуючи маргіналізацію амазигів у Північній Африці.
Характерною рисою цього свята, яке часто змішується з ісламським днем Ашура, є наявність у багатьох регіонах ритуальних звернень із такими формулами, як беннаю, бабійяну, бу-іні тощо. Такі вислови, на думку багатьох вчених, можуть походити від стародавніх побажань bonus annus (з новим роком).
Цікавий аспект святкування Єнаєра стосується дати Нового року. Хоча колись ця річниця повсюдно припадала на 14 січня через ймовірну помилку, допущену деякими берберськими культурними асоціаціями, які були дуже активними у відновленні звичаїв на межі зникнення, зараз у великій частині Алжиру поширена думка, що дата «Берберський Новий рік» припадає на 12 січня, а не на 14 число. Раніше святкування 12, за два дні до традиційного, було явно оголошено в місті Оран.

### Ель-Азара
Ель-Азара (араб. العزارة) — період року, який триває, згідно з берберським календарем, з 3 по 13 лютого і відомий часом жарким, іноді холодним кліматом.

### Lḥusum/Імбаркен
До того, як повністю закінчаться холоди і повноцінно почнеться весна, настає період року, якого дуже бояться. Він складається з десяти днів, що розрізняють місяці фурару та марсу (п'ять останніх із перших і перші п'ять з останнього), і характеризується сильними вітрами. Кажуть, що протягом цього періоду слід призупинити багато видів діяльності (сільськогосподарську та ремісничу), не можна одружуватись і не виходити вночі, натомість залишаючи повний простір таємничим силам, які в цей період особливо активні та святкують свої весілля. Через мовне табу на Джербі цих істот називають імбаркен, тобто «блаженні», звідки цей період і отримав свою назву.
Джамрат ель-Ма (араб. جمرة الماء), «морські вуглинки», 27 лютого, відзначається підвищенням температури моря.
Джамрат ель-Траб (араб. جمرة التراب), англійською як «вуглинки землі» — це період з 6 по 10 березня, який, як відомо, відзначається сумішшю сильних дощів і сонячної погоди. Термін джамрат (буквально «вугілля») стосується теплого стану землі в цей період.

### Ссмайм
Як і сильні зимові холоди, Собачі дні також тривають 40 днів, з 12 юлюза (25 липня) до 20 гушта (2 вересня). Вершиною періоду є перший гушт «серпень» (також назва авуссу, поширена в Тунісі та Лівії, здається, сходить до латинського augustus). У цей день проводяться певні обряди, які явно походять із доісламських і навіть дохристиянських традицій. Вони складаються, зокрема, з багать (які в багатьох місцях відбуваються навколо літнього сонцестояння: звичай, який святий Августин уже засудив як язичницький), або водних ритуалів, подібних до тих, які поширені в прибережних містах Тунісу та Триполітанії, що передбачити занурення в морські води на три ночі, щоб зберегти своє здоров'я. Під час цих церемоній заходили у воду цілими сім'ями, приводячи з собою навіть домашніх тварин. Незважаючи на те, що обряд був переглянутий в рамках ісламу (у ті ночі вода з колодязя Замзам у Мецці розливалася, а в морі з'являлися благодатні хвилі солодкої води), багато хто називає це свято «ночі помилки». Насправді було звичайно, що для досягнення плодючості та процвітання чоловіки та жінки спалювалися серед флюків.

### Iweǧǧiben
Ще один важливий період для землеробського календаря — оранка. У цьому контексті основоположною датою вважається 17 числа (к)тубер, коли можна починати орати свої поля. Арабською мовою цей період називається ḥertadem, що означає «оранка Адама», тому що в цей час загальний предок людства, як кажуть, почав свої сільськогосподарські роботи.

## Вплив ісламського календаря
Після багатовікових контактів з арабо-ісламською культурою святкування, пов'язані з юліанським календарем, іноді були інтегровані в ісламський календар, що призвело до придушення деяких традиційних свят або до створення дублікатів.
Найбільш яскравим прикладом є святкування Нового року, яке в багатьох випадках було перенесено на перший ісламський місяць, тобто Мухаррам, а точніше до ʿĀshūrā', який припадає на 10-й день цього місяця. Це свято має важливе скорботне значення в шиїтському ісламі, але воно значною мірою ігнорується серед сунітів. Багато досліджень показали взаємозв'язок між радісним святкуванням цього свята в Північній Африці та стародавніми святкуваннями Нового року.
Арабські та берберські назви ісламських місяців
|    | Арабська назва     | Берберська назва                                                                              |
| 1  | Мухаррам           | babiyannu (Ouargla) ʿашура (Джерба)                                                           |
| 2  | Сафар              | u deffer ʿashura'                                                                             |
| 3  | Рабі-аль-авваль    | elmilud                                                                                       |
| 4  | Рабі-ас-сані       | u deffer elmilud                                                                              |
| 5  | Джумада-аль-авваль | melghes (Джерба)                                                                              |
| 6  | Джумада-ас-сані    | asgenfu n twessarin «відпочинок (очікування) старих жінок» (Ouargla) ш-шахер н Фадма (Джерба) |
| 7  | Раджаб             | твесарин «старі жінки»                                                                        |
| 8  | Шаабан             | asgenfu n remdan «решта (очікування) Рамадану» (Ouargla)                                      |
| 9  | Рамадан            | ш-шахер н узум' «місяць посту» (Джерба)                                                       |
| 10 | Шавваль            | tfaska tameshkunt «маленьке свято» (Джерба)                                                   |
| 11 | Зуль-каада         | u jar-asneth «що між двома (святами)» (Джерба)                                                |
| 12 | Зуль-хіджа         | tfaska tameqqart «велике свято» (Джерба)                                                      |

## Старіші календарі
| Назва                 | Значення                  |
| --------------------- | ------------------------- |
| tayyuret tezwaret     | Перший маленький місяць   |
| tayyuret tegg w erat  | Останній маленький місяць |
| yardut                | ?                         |
| sinwa                 | ?                         |
| tasra tezwaret        | Перше стадо               |
| tasra tegg w erat     | Останнє стадо             |
| awdayeɣet yezwaren    | Перші дитинчата антилоп   |
| awdayeɣet yegg w eran | Останні дитинчата антилоп |
| awzimet yezwaren      | Перші дитинчата газелі    |
| awzimet yegg w eran   | Останні дитинчата газелі  |
| ayssi / aysi          | ?                         |
| nim                   | ?                         |

Про поділ часу у стародавніх берберів відомо небагато. Деякі елементи доісламського і майже напевно доримського календаря випливають із деяких середньовічних писань, проаналізованих Ніко ван ден Бугертом. Деякі відповідності з традиційним туарезьким календарем припускають, що в давнину існувало, з деяким ступенем розповсюдження, берберське обчислення часу, організоване на місцевих засадах.
Недостатньо елементів, щоб повністю реконструювати цей календар, але відомі характеристики включають багато назв місяців, які з'являються в парах (у світі туарегів навіть у трійках), що свідчить про поділ часу, відмінний від нинішнього, який складається з місяців приблизно 30 днів.
Деяка додаткова інформація, хоча її важко конкретизувати та співвіднести з ситуацією в решті Північної Африки, може бути виведена з того, що відомо про обчислення часу серед гуанчів на Канарських островах. Відповідно до рукопису 17-го століття Томаса Маріна де Кубаса, вони
обчислили свій рік, який називається «Acano», за місячним 29 днями (сонця), починаючи з Молодого Місяця. Це почалося влітку, коли сонце увійшло в Рака, 21 червня: у перше Сполучення (на першому молодику після літа сонцестояння) вони святкували дев’ять святкових днів для врожаю.
У тому самому рукописі стверджується (хоча й дещо неясно), що графічно-зображувальні записи таких календарних подій (тара) були зроблені на різних носіях, і на цій основі деякі сучасні вчені ідентифікували нібито описи астрономічних подій, пов'язаних із річними циклами, у серії геометричних картин в деяких печерах острова Гран-Канарія, але результати цих досліджень поки що дуже спекулятивні.
Рідною мовою відома назва лише одного місяця, який передається як Бенесмет. Здається, це був другий місяць року, відповідний серпню. Така назва, у випадку, якщо вона складається з чогось на зразок * wen «той із» + (e)smet (або (e)zmet ?), може відповідати, у списку середньовічних берберських назв місяців, дев'ятому та десятому місяців, awzimet (власне aw «дитина» + zimet «газель»). Але даних надто мало, щоб цю гіпотезу можна було поглибити.

## Підрахунок років
Традиційний берберський календар не був пов'язаний з епохою, щодо якої обчислювалися роки. Там, де збереглися традиційні способи обчислення років (туарезька цивілізація), роки не виражаються цифрами, а кожна з них має назву, що характеризує її.
Однак, починаючи з 1960-х років, з ініціативи паризької Академії берберів, деякі бербери почали обчислювати роки, починаючи з 950 р. до н. е., приблизної дати приходу до влади першого лівійського фараона в Єгипті Шешонка I, якого вони визначений як перший видатний бербер в історії (його записано як лівійського походження). Наприклад, григоріанський 2022 рік відповідає 2975 року берберського календаря.
Це нововведення було переконливо прийнято багатьма прихильниками берберської культури і тепер є частиною культурної спадщини цього народу, повністю інтегрованою в систему традиційних звичаїв, пов'язаних з північноафриканським календарем.[джерело?]

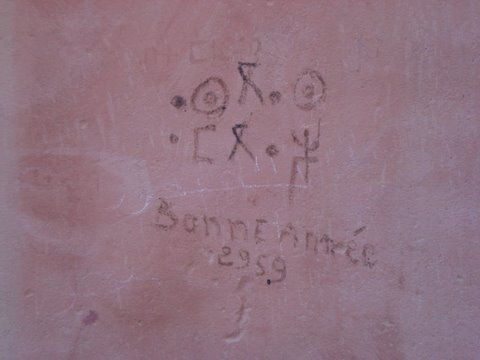
Фото, зроблене 31 грудня 2007 року поблизу Тафраута (Марокко), з написом aseggas ameggaz («хороший рік») мовою Тифінаг і bonne année 2959 («хороший рік 2959») французькою. Зверніть увагу на помилку в 1 рік, оскільки 2959 відповідає григоріанському 2009 року.